# Rattus hainaldi
Rattus hainaldi är en däggdjursart som beskrevs av Kitchener, How och Maharadatunkamsi 1991. Rattus hainaldi ingår i släktet råttor, och familjen råttdjur. IUCN kategoriserar arten globalt som starkt hotad. Inga underarter finns listade i Catalogue of Life.
Denna råtta lever endemisk på ön Flores. Den vistas i bergstrakter mellan 1000 och 2000 meter över havet. Habitatet utgörs av bergsskogar.